# 大阿斯珀
大阿斯珀是德国石勒苏益格－荷尔斯泰因州的一个市镇。总面积45.62平方公里，总人口2802人，其中男性1384人，女性1418人（2011年12月31日），人口密度61人/平方公里。